# مطلاكوة (كجيد)
مطلاکوة (بالفارسية: مطلاکوه) هي قرية تقع في إيران في قسم كجيد الريفي. يقدر عدد سكانها بـ 61 نسمة بحسب إحصاء 2016.